# Henri Paradis
Pour les articles homonymes, voir Paradis (homonymie).
Henri Paradis, né le 13 décembre 1861 à Avignon et mort le 6 mars 1940 à Trouville-sur-Mer, est un compositeur français et clarinettiste classique.

## Biographie
Henri Paradis est enfant de troupe de 1864 à 1875. 
Il obtient en 1879 un premier accessit puis en 1880 son premier prix de clarinette au conservatoire de Paris dans la classe de Cyrille Rose.
Il parvient au poste de clarinette solo à l'orchestre de la Garde républicaine (en poste en 1904-1905). En effet, il était entré à la Garde comme musicien de 4ème classe le 25 mars 1882, 3ème classe le 25 juillet 1882, 2ème classe le 24 octobre 1882, puis musicien de 1ère classe le 4 mai 1890 ; avec le poste de clarinette solo, Henri Paradis profite d'une nouvelle politique de carrière attractive à la Garde républicaine comme sous-officier qui a été mise en place sous la direction d'Adolphe Sellenick pour attirer l’élite musicale de l'époque. Il est rayé des cadres de la Garde le 6 décembre 1908.
Au début de sa carrière, il joue également dans l'orchestre du Casino du Tréport (Seine-Maritime) sous la direction de Charles Placet, aux concerts Lamoureux, à l'orchestre de l'Eden.
Il prend le poste de clarinette solo à l'orchestre de l'Opéra de Paris de janvier 1890 à décembre 1932. Il a joué Faust de Gounod comme soliste de 300 à 400 fois, fait très remarquable.
À partir de 1806, il est clarinette solo pendant 25 ans dans la société du double quintette de Paris, fondée en 1896 ; il fait des tournées dans toute l'Europe avec cet ensemble ainsi que des enregistrements.
On dit de lui qu'il jouait « comme un ange » à l'époque des défilés militaires de la Belle Époque.
Il fait partie des premiers clarinettistes du début du XXe siècle à réaliser des enregistrements.
Il est directeur de l'harmonie des prévoyants de l'avenir de 1890 à 1904. Il est également professeur à l'école supérieure de musique et participe comme membre aux jurys du Conservatoire de Paris. 
Il compose et arrange de nombreuses œuvres de musique légère pour piano et pour orchestre. Il devient sociétaire définitif de la SACEM le 2 février 1900.
Il a également joué plus d'une centaine de concerts de charité organisés au bénéfice des blessés de guerre de 1914 à 1919. 
Fort de sa notoriété à la Garde républicaine, il utilise son nom et sa photographie comme support publicitaire pour promouvoir sa fabrication de bec et d'anches commercialisés en son nom propre. À partir des années 1920, des clarinettes en bois (fabriquées notamment par Buffet Crampon) et en métal sont marquées à son nom sans qu'il soit un facteur de clarinettes.
Des œuvres lui ont été dédicacées, comme :
- les brillantes variations sur 'Le carnaval de Venise'  de Paul Jeanjean (1894) ;
- Duo de concert. Clarinette, clarinette basse, piano de Paul Jeanjean , « Dédicace à Henri Paradis de l'Opéra de Paris et P. Sainte Marie, clarinette basse des Concerts symphoniques de Monte Carlo ».

Il décède en 1940.

## Distinctions
Il reçoit la médaille de chevalier des Palmes académiques en 1891.
Il reçoit la médaille d'officier de l'Instruction publique le 28 janvier 1907 et la médaille militaire le 7 août 1908.
Il est nommé Chevalier de la Légion d'Honneur le 30 juillet 1935.
 Chevalier de la Légion d'honneur

## Œuvres
Henri Paradis a publié plus de 70 œuvres musicales. Parmi celles-ci, on retiendra :
- Marietta, polka pour piano par Paradis jeune (1883)
- Douce Tendresse, mazurka pour piano par H. Paradis (1899)
- Coq et poule, polka imitative (1899)
- L'Etoile de Lagny, polka pour piston et orchestre par H. Paradis (1900)
- Chasse aux cailles, mazurka pour piano par H. Paradis (1900)
- Sautez, Bébés, pour orchestre par H. Paradis (1900)
- Linette, schottisch pour orchestre par H. Paradis (1900)
- Francia, marche nuptiale pour harmonie ou fanfare par H. Paradis (1900)
- Sautez, Bébés, polka pour piano par H. Paradis (1900)
- Flottez, Drapeaux, polka-marche pour piano par H. Paradis (1900)
- Nogent-sur-Marne, marche pour orchestre ou piano par H. Paradis (1901)
- Aimer toujours, valse pour piano par H. Paradis (1902)
- Flottez, Drapeaux !, paroles de Victor Thiels, musique de Henri Paradis (1902)
- Joyeux Montmartre, marche pour orchestre par H. Paradis (1902)
- Douce Tendresse, mazurka pour orchestre par H. Paradis (1903)
- Koniginball. Le Bal de la Reine., valse pour orchestre par H. Paradis (1905)
- P'tit Jacques, quadrille pour orchestre par H. Paradis (1906)
- La belle Miton, valse lente pour orchestre par H. Paradis (1906)
- Papillon volage, valse intermezzo pour piano par H. Paradis (1908)
- Koniginball (le Bal de la reine), valse pour harmonie ou fanfare (1911)
- La Tanguera, la Danseuse de tango, tango habanera pour piano par H. Paradis (1913)
- Le ouistiti (1914)
- Niña Muñeca, tango argentin pour piano par H. Paradis (1914)
- Pastel, menuet vif pour orchestre (1915)
- Mouna-Mouna, one step pour piano par H. Paradis (1919)
- My Kid, fox-trot pour piano par H. Paradis (1919)
- L'Inconnue, valse hésitation. Paroles de P. Dubreil (1920)
- Olé, Mi niño, paso doble flamenco pour piano (1920)
- Le Cri-cri, tango pour piano par H. Paradis (1921)
- La Boule, one-step pour piano par H. Paradis (1921)
- Le Donjon, tango-milonga pour violon solo et piano (1923)
- Blue train Blues (le Train bleu), fox-trot pour 1er violon et piano conducteur (1924)
- No not to-day (Non pas aujourd'hui), fox-trot de H. Paradis. Arrangé pour orchestre de jazz, avec piano conducteur par H. MacKnight (1925)
- Songs of Ham, thème du film "Sons of Ham" de Hilton Wiles. Paroles de H. Paradis, chant et piano (1931).

- La Branche de l'amandier, nocturne à 2 voix, paroles de M. de Lamartine, musique de M. Henri Paradis
- Les Cloches du soir, paroles de Mme Desbordes-Valmore, musique de M. Henri Paradis
- La Marinière, boléro, paroles de Mme Amable Tastu, musique de M. Henri Paradis[8]
- Fleur de lys, pour quintette à cordes et flûte et harpe ad lib.

## Arrangements
- Vocalise-étude en forme de habanera op. 51, (1907) de Maurice Ravel, arrangé par Henri Paradis
- L'Youyou américain. Two-Step tiré de la célèbre marche "The star of New-York". Musique de A. Bonnardel (1910)
- Introduction et variations sur l'air de Malborough, pour clarinette en si bémol avec accompagnement de piano, arr. par H. Paradis (1911)
- Fantaisie sur le Pré aux Clercs de Hérold de L. Wettge pour clarinette en si ♭. et piano, arrangée par H. Paradis" (1924)

## Enregistrements
On notera parmi ses enregistrements:
- Le cœur des femmes, mazurka, Auteur :	Henri Paradis; Musique de la Garde républicaine de Paris, ([France] : Cylindre Dutreih, entre 1902 et 1910)
- Linette, Henri Paradis (compositeur), La Garde Républicaine (enregistrement celluloid chez Edison Blue Amberol Records, N° de catalogue :WPW0215, 1910), 4 minutes.
- Le Pré aux Clercs de Ferdinand Hérold, fantaisie - Musique de la Garde Républicaine - Solo de clarinette par Mr. Henri Paradis (Disque Zonophone X-80084 & X-80085).
- Anthologie de la musique de genre / Les bals champêtres / Musique à l'ancienne 1928-1948, (2 CD, R230 ) Anthologie Pierre Marcel Ondher, Orchestres des "Bals en Plein Air", dir. A. Valsien :
  - 16 - Sautez, Bébés ! - Polka - 2'56
  - 17 - Douce Tendresse - Mazurka - 2'52
  - 18 - Le Ouistiti - One Step - 2'55
  - 19 - Gentil  - Mazurka - 2'49
  - 20 - Petite Bergeronnette - Polka - 2'50
- Esprit léger : pas redoublé ; La goutte à boire : défilé, (78 tours, France : The Star HP 16 / HP 30, entre 1925 et 1935)
- Henri Paradis, Introduction et variations sur l'air de Marlborough, sur Les grands maîtres de la Clarinette, (Dante Productions LYS 366, 1998), enregistré par Louis Cahuzac[9].